# Lince Dorado
Lince Dorado (San Juan, 11 de maio de 1987) é um lutador de luta livre profissional porto-riquenho que atualmente ele trabalha para a WWE. Dorado é melhor conhecido por suas passagens na Chikara e em várias outras promoções do circuito independente.

## Carreira na luta livre profissional

### Total Nonstop Action Wrestling (2012–2013)
Em 4 de outubro de 2012, Dorado participou de um dark match na Total Nonstop Action Wrestling (TNA), enfrentando Kazarian. Em 12 de janeiro de 2013, Dorado participou da gravação do X-Travaganza (foi ao ar em 5 de abril de 2013), lutando em uma luta Xscape de sete lutadores, que foi ganho por  Christian York.

### WWE

#### Cruiserweight Classic (2016)
Em 3 de abril de 2016, Dorado foi anunciado como participante do WWE Cruiserweight Classic. O torneio começou em 23 de junho com Dorado derrotando Mustafa Ali na primeira rodada. Em 14 de julho, Dorado foi eliminado do torneio por Rich Swann na segunda rodada. Em 22 de julho, foi relatado que Dorado tinha assinado um contrato com a WWE.
Em 16 de setembro, Dorado foi anunciado da divisão de pesos-médios. Dorado fez sua estreia no Main Event de 21 de setembro, perdendo para Rich Swann. Em 10 de outubro, Dorado se uniu com Sin Cara para derrotar Tony Nese e Drew Gulak. Em 13 de dezembro, Dorado sua estreia no 205 Live, onde empatou contra Mustafa Ali.

## Na luta livre profissional
- Movimentos de finalização

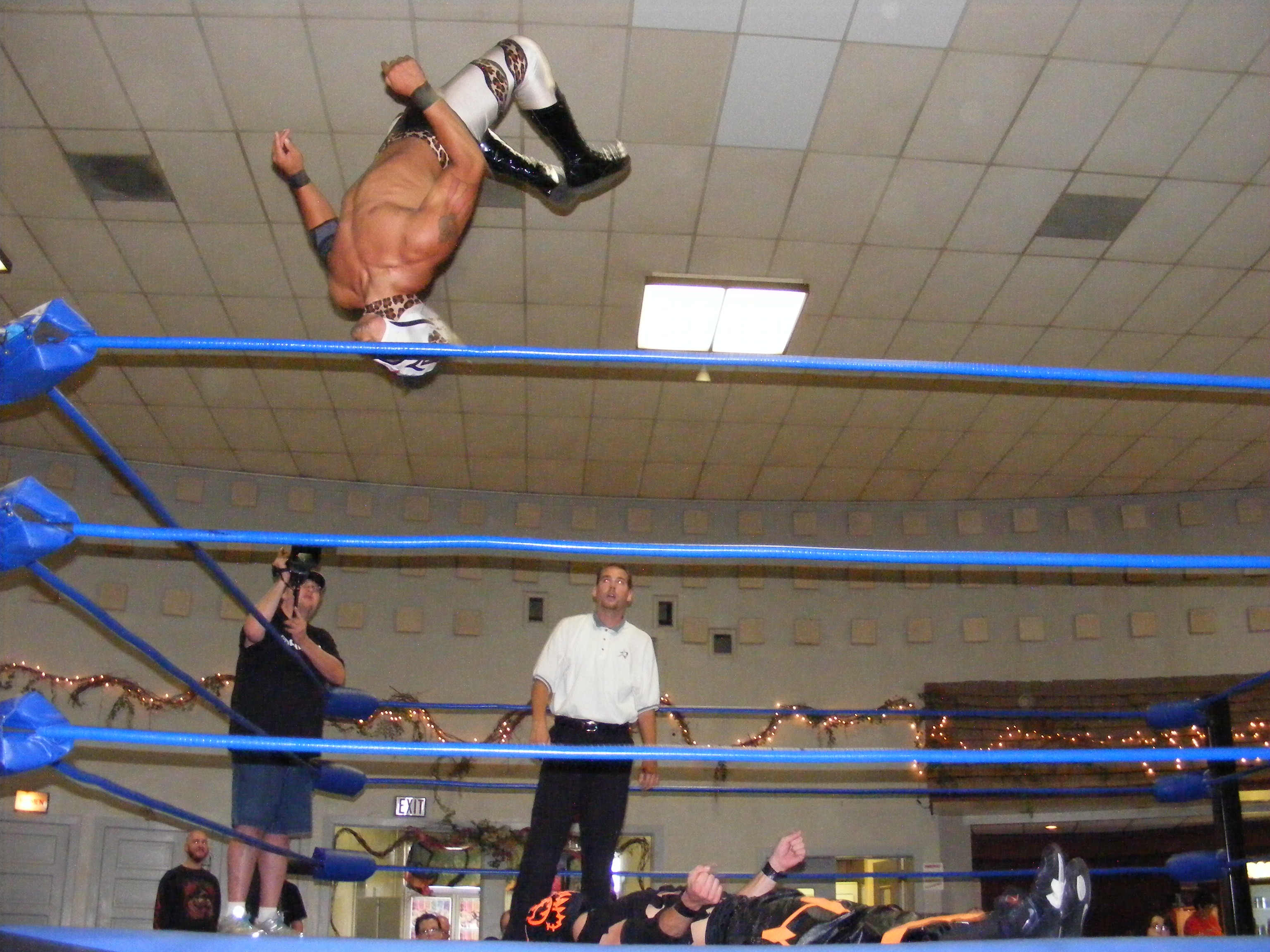
Dorado aplicando um shooting star press em Frightmare.

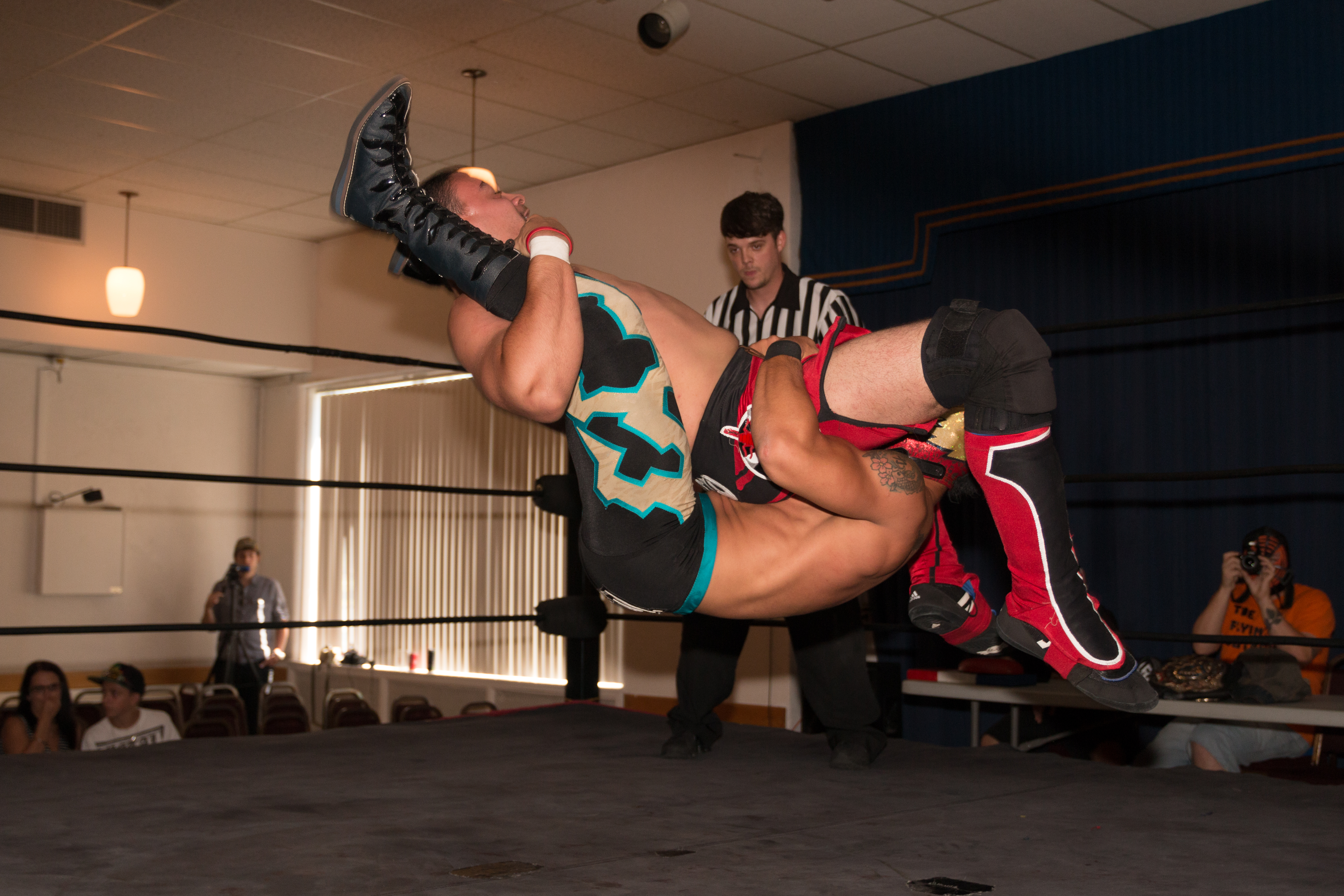
Lince Dorado (de roupa preta e azul), executando um sunset flip powerbomb em EYFBO.

  - Chikara Special (Kneeling step-over head-hold wrist-lock seguido por um ganho ma perna distante do oponente)[3][7]
  - Lynxsault (No-handed springboard moonsault)[2][3][7][19]
  - Shooting star press[3][7][19]
  - Shooting star senton[3][4] – 2007
  - Standing moonsault side slam,[2][3] às vezes da terceira corda[20]
- Movimentos secundários
  - Anaconda vise[3]
  - Cartwheel corkscrew suicide senton ou suicide plancha[3] – adotado de Helios
  - Corkscrew somersault leg drop[3]
  - Diving crossbody[19]
  - Double springboard seated senton[3]
  - Facebreaker DDT[19]
  - Flip DDT[2][19]
  - Leap of Faith (Standing or a running frankensteiner em um oponente na terceira corda)[3] – adotado de Jigsaw
  - Moonsault,[3] às vezes enquanto de pé[3] ou enquanto aplica um corkscrew[19]
  - Várias variações de chute

- Backflip fora da corda superior transicionado para um drop
- Dropsault
- Enzuigiri
- Rolling wheel
- Sole
- Tiger feint

- Senton
- Sitout scoop slam piledriver
- Standing shooting star press – adotado de Equinox
- Suicide dive
- Vertical suplex powerbomb

- Alcunhas
  - "The Golden Lynx of Lucha Libre"[3][4]
  - "The Feline Phenomenon"[7]
  - "Purrfect 10"[25]
  - "The Sultan of the Shooting Star Press"[26]

## Títulos e prêmios
- Championship Wrestling Entertainment
  - CWE Tag Team Championship (1 vez) – com Jon Cruz
- Chikara
  - King of Trios (2008) – com El Pantera and Incognito[27]
  - La Lotería Letal – with Jimmy Olsen[28]
- Dreamwave Wrestling
  - Dreamwave Alternative Championship (1 vez)
- F1RST Wrestling
  - Sweet Sixteen Tournament (2009)[29]
- Force One Pro Wrestling
  - Force One Pro Wrestling Heritage Championship (1 vez)[30]
- Full Impact Pro
  - FIP Florida Heritage Championship (1 vez)
- Garden State Pro Wrestling
  - GSPW Championship (1 vez)[2]
  - GSPW Title Tournament (2010)
- NWA Florida Underground
  - NWA Florida Flash Championship (2 vezes)
- I Believe In Wrestling
  - SCW Florida Cruiserweight Title Tournament
- Independent Wrestling Revolution
  - Revolucha Cup (2008)
- Pro Wrestling Illustrated
  - PWI colocou-o em 239º dos 500 melhores lutadores na PWI 500 em 2010[31]
- Riot Pro Wrestling
  - RPW Tag Team Championship (1 vez) – com Aaron Epic[32]
- Southern Championship Wrestling
  - SCW Florida Cruiserweight Championship (1 vez)[33]
  - SCW Florida Heavyweight Championship (1 vez)[32]
- Outros prêmios
  - Team HAMMA FIST Championship (1 vez)[34]

### Recorde nas Luchas de Apuestas
| Vencedor (aposta)      | Perdedor (aposta)      | Local                   | Evento      | Data                   | Notas      |
| ---------------------- | ---------------------- | ----------------------- | ----------- | ---------------------- | ---------- |
| Lince Dorado (máscara) | Mitch Ryder (cabelo)   | Filadélfia, Pensilvânia | Chapter 11  | 18 de novembro de 2007 |            |
| Lince Dorado (título)  | Aiden Altair (máscara) | Orlando, Flórida        | N/A         | 7 de abril de 2012     | [ nota 1 ] |
| Lince Dorado (máscara) | Chasyn Rance (cabelo)  | Orlando, Flórida        | With Malice | 12 de outubro de 2013  | [ 35 ]     |